# 14e base de soutien du matériel
 (décembre 2020).
 (juillet 2025).
Si vous disposez d'ouvrages ou d'articles de référence ou si vous connaissez des sites web de qualité traitant du thème abordé ici, merci de compléter l'article en donnant les références utiles à sa vérifiabilité et en les liant à la section « Notes et références ».
La 14e base de soutien du matériel (14e BSMAT) est une unité de maintenance de l'Armée de terre française spécialisée en électronique-armement.  
Elle est l’une des trois bases de soutien du matériel (avec la 12e et la 13e BSMAT) de l’arme du Matériel. 
Elle est subordonnée au Service de la maintenance industrielle terrestre. 
La portion centrale est située, depuis sa re-création le 4 juillet 2017, au camp de Nouâtre en Indre-et-Loire.
Pôle de soutien industriel, elle est présente sur trois sites : Nouâtre, Bruz et Poitiers ; chacun a sa spécialité. Chaque site apporte ses compétences pour un soutien optimal. 
La 14e BSMAT a une expertise dans la réparation et le stockage de matériels électronique, celui de l'armement et de l'équipements multi-techniques. Elle assure le soutien des forces armées, en opérations, sur le territoire national comme sur les théâtres extérieurs.

## Historique du camp de Nouâtre

### 1918: Présence militaire à Nouâtre
Le 15 juin 1918, le sous-lieutenant JACOB, commandant la compagnie T1 du 5e régiment du Génie, adressait un  courrier au Maire de Nouâtre : il avait reçu l’ordre de faire procéder à l’installation, sur le territoire de la commune, d’un cantonnement destiné à 500 hommes.

### 1918-1940: Établissement du Génie pour le matériel et la télégraphie
La place de Nouâtre est initialement un détachement du dépôt de prisonniers de guerre de Tours. Après l’armistice,  elle devient un dépôt de matériels du Génie et de télégraphie militaire. 
Du matériel destiné à la construction de lignes téléphoniques, télégraphiques y est entreposé, ainsi que des effets destinés aux services colombophiles de l’armée française, dans la partie sud-ouest du camp.
Des plaintes sont alors déposées par les habitants pour dégradation des chemins par les véhicules, ou parfois pour tapage nocturne (archives départementales).
La baisse des effectifs militaires au profit de civils pacifie les relations, le camp devenant l’un des plus gros employeurs de la région.
Au cours des années suivantes, le camp se développe. Sont édifiés des logements, un château d’eau ainsi qu’une clôture encerclant la soixantaine d’hectares de terrain réquisitionnés par le ministère de la Guerre pour constituer le camp.

### 1940-1945: Occupation allemande
Devant l’avancée des troupes allemandes, le camp de Nouâtre est évacué le 19 juin 1940. Il est pris par la Wehrmacht le 21 juin 1940 ; elle fait main basse sur les biens laissés sur place (piles, cuivre, etc.). 300 hommes de troupe sont stationnés dans l’établissement. Pour la durée de la guerre, l’intendance allemande l'utilise comme dépôt d’essence, de matériel et de nourriture.
Le 30 août 1944, les Allemands quittent le camp et sont remplacés par les forces françaises de l’intérieur (FFI). Les FFI distribuent le charbon stocké par l’occupant aux agriculteurs. Cette matière première sert à produire du gazogène et à fertiliser les sols.

### Après-guerre: Rattachement à l’arme des Transmissions
À la libération, l’établissement est rattaché à l’arme des Transmissions, nouvellement créée. Il devient une annexe de l’établissement central du matériel des Transmissions d’Issy-les-Moulineaux.
Des stocks laissés par l’occupant allemand sont liquidés, de vieux stocks français sont cédés au Service des Domaines. Du matériel y est entreposé, récupéré de la « poche atlantique », d’Algérie, d’Indochine et des surplus américains arrivés par trains entiers en 1946 et 1947. 
Faute de personnels, de moyens d’exploitation et de surfaces couvertes, le site n’est, au sortir de la guerre, qu’un stockage de pièces détachées. Le commandement améliore l’organisation, les effectifs et les conditions de travail. Le site prend de l’ampleur.
Des spécialistes militaires radio, radar, téléphonistes, télégraphistes, groupes électrogènes, appelés et engagés, sont affectés à Nouâtre, dans le cadre d’une compagnie support du 6e bataillon de Transmissions de Paris. Les ouvriers existants forment une main d’œuvre d’appoint précieuse et se forment progressivement aux techniques nouvelles.
La reprise des conflits de décolonisation impose la vérification et la remise en état rapide de ces matériels ; ils équiperont les nouveaux corps expéditionnaires. De nombreux personnels civils, techniciens et ouvriers, sont embauchés ; ils forment, avec les spécialistes militaires, l’embryon d’un établissement maîtrisant les techniques nouvelles.
Dans les années 1950, l’établissement se spécialise dans la réparation profonde (dits de 4e et 5e échelon) ; elle implique le démontage complets des matériels, pour traiter leurs constituants, changer des composants défectueux et le remontage à neuf.
De nouveaux ateliers sont créés : traitement de surfaces, peinture, conditionnement et reprographie.

### 1erjuin 1953: Établissement de réserve générale du matériel des Transmissions – Sud-Ouest (ERGMT-SO)
Le 1er juin 1953, le camp devient autonome, en tant qu’établissement de réserve générale du matériel de transmission pour la zone de défense Sud-Ouest. Cette émancipation change la structure de l’ancienne annexe. Elle fonctionne désormais selon une réglementation intérieure propre ; elle gère librement ses crédits de fonctionnement. 
De nouvelles missions lui sont assignées. L’établissement renforce le service des approvisionnements, agrandit et réorganise les ateliers. Du personnel supplémentaire est embauché ; les effectifs montent à 11 officiers, 24 sous-officiers, 171 personnels civils et 92 ouvriers saisonniers.

### 14 août 1958: Établissement de réserve générale du matériel des Transmissions (ERGMT) - Centre
La mise sur pied d’un nouvel ERGMT à Toulouse, chargé de soutenir la zone Sud-Ouest, modifie la mission de l’ERGMT de Nouâtre : il devient, le 1er septembre 1958, l’ERGMT Centre.
Dans un effort de décentralisation, le service central lui attribue, à compter du 10 octobre 1958, le ravitaillement direct des établissements régionaux situés dans leur zone de défense. Le camp de Nouâtre est en soutien des établissements régionaux du matériel des Transmissions des 4e et 5e régions militaires. Il continue de ravitailler les autres régions de France, ainsi que l’Afrique française du Nord (AFN) sur ordre du Service Central.

### Les années 1960 et 1970
Dans les années 1960, les conflits liés à la décolonisation de l’empire colonial français se terminent ;  les réparations des matériels issus de la Seconde guerre mondiale diminuent. Des matériels de transmissions transistorisés de conception française sont mis en place. Cette évolution nécessite la mise à niveau des techniciens de maintenance. 
De plus en plus sophistiqués, ces matériels demandent une multiplication du parc d’appareils de mesure et d’outillages spécialisés.
L’apparition des plaquettes imprimées électroniques engendre la mise en place du contrôle et du diagnostic automatique de défauts. Ils se généraliseront dans les années 1970. Apparaissent les circuits intégrés contrôlés par le système TERAPIE (test et réparation des plaquettes imprimées électroniques) et DIADEME (diagnostic et dépannage des matériels électroniques).

### 1erjanvier 1969: Établissement de réserve générale du Matériel/Transmissions (ERGM/T) de Nouâtre
Le service des Transmissions est intégré au service du Matériel le 1er janvier 1969. Les deux parties du camp de Nouâtre sont réunies sous un même commandement : l’établissement de réserve générale du Matériel/Transmissions de Nouâtre. 
L’entité dispose alors d’un soutien direct automobile, transmissions, équipement et incendie au profit des organismes de la 13e délégation militaire territoriale.

### 1erjanvier 1973: Établissement de réserve générale du matériel électronique (ERGM/EL) de Nouâtre
Dans le cadre de la réorganisation de l’infrastructure du service du Matériel, l’établissement change d’appellation : il devient l’Établissement de réserve générale du Matériel/Électronique de Nouâtre. Il est désormais chargé des opérations de maintenance de niveau technique d’intervention de niveau 3 (NTI 3).

### 1988: Cession de bâtiments au collège de Nouâtre
Le 1er mars 1988, le ministère de la Défense cède une partie de la zone Nord au profit du ministère de l’Éducation nationale.  Ce terrain comprenait le bâtiment de direction et le mess de garnison. À la rentrée 1989, un collège d’enseignement secondaire y est ouvert.

### 1994: Établissement du Matériel (ETAMAT) de Nouâtre
Le 1er janvier 1994, l’Établissement Régional du Matériel (ERM) devient Établissement du Matériel (ETAMAT), à la suite de la DM no  3576/DEF/EMAT/BOE/ORG/330/DR du 14 décembre 1993. Les appellations ERM, ERGM, MCS et MCR sont transformées en « ETAMAT ».
Pour ses missions, l’ETAMAT rassemble une centaine de militaires et 230 personnels civils en 1997 :
- 10 officiers, 50 sous-officiers et 56 militaires du rang engagés et appelés ;
- 45 fonctionnaires et 185 ouvriers.

Sa production est assurée par le groupement des ateliers (GAT) qui compte 130 personnes environ. Elle est destinée au soutien central, au soutien régional  pour l’école d’application du Train (EAT), l’école supérieure d’application du Matériel (ESAM), l’école supérieure d’application des Transmissions (ESAT). 
Le GAT est composé de l’atelier électronique et de l’atelier multi-technique.
Le premier comprend les cellules des bancs de tests, commutation – faisceaux hertziens, études techniques et maintenance logiciel, liaison par satellites, moyens d’extrémité, maintenance station et IEM, radio. 
Le second comprend les cellules abris techniques mobiles, autos engins blindés, climatiseurs, machines-outils, peinture, tôlerie, traitement de surfaces, sérigraphie, source énergie, stockage groupe électrogènes

### 1997: Cession de 11,5 hectares de la zone nord
Une zone industrielle y est créée.

### 1999: Création de la14eBSMAT de Poitiers
La 14e BSMAT est implantée sur 3 villes :
- le P.C. de la base à Poitiers ;
- un détachement à Guéret ;
- un détachement à Nouâtre.

Les activités du camp de Nouâtre restent inchangées.

### 30 juin 2005 dissolution de la14eBSMAT
La restructuration de l’arme du Matériel entraîne la disparition de la 14e BSMAT.

### 1erjuillet 2005: rattachement à la12ebase de soutien du Matériel de l’Armée de terre
L’établissement de Nouâtre devient un détachement de la 12e base de soutien du Matériel dont la portion centrale est située à Neuvy-Pailloux.

### Juillet 2017: création de la14ebase de soutien du Matériel de Nouâtre

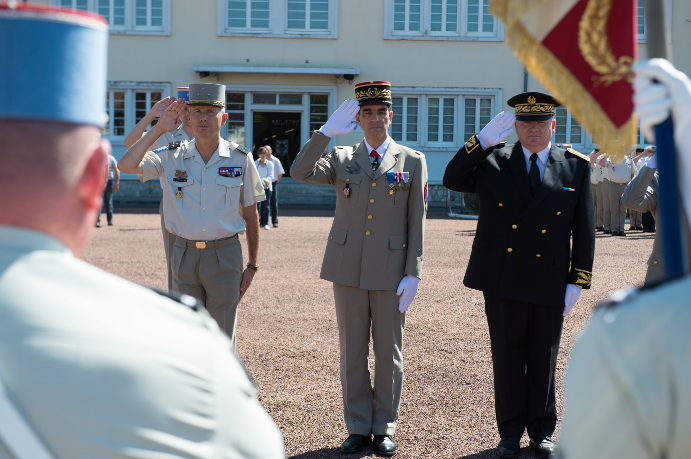
Cérémonie de la création de la 14 BSMAT

La 14e base de soutien du matériel est créée le 4 juillet 2017, à partir du détachement de Nouâtre de la 12e base de soutien du Matériel. 
Cette création se fait dans le cadre du déploiement du  modèle « au contact » et du développement du plan de maintien en condition opérationnelle terrestre 2025 (MCO-T 2025). La cérémonie de création de la 14e base de soutien du Matériel a lieu le 4 juillet 2017.

## Traditions
Saint-Éloi : Le 01 décembre

### Devise
En latin « Fortiores una » - signifiant « Plus fort ensemble ».

### Insignes

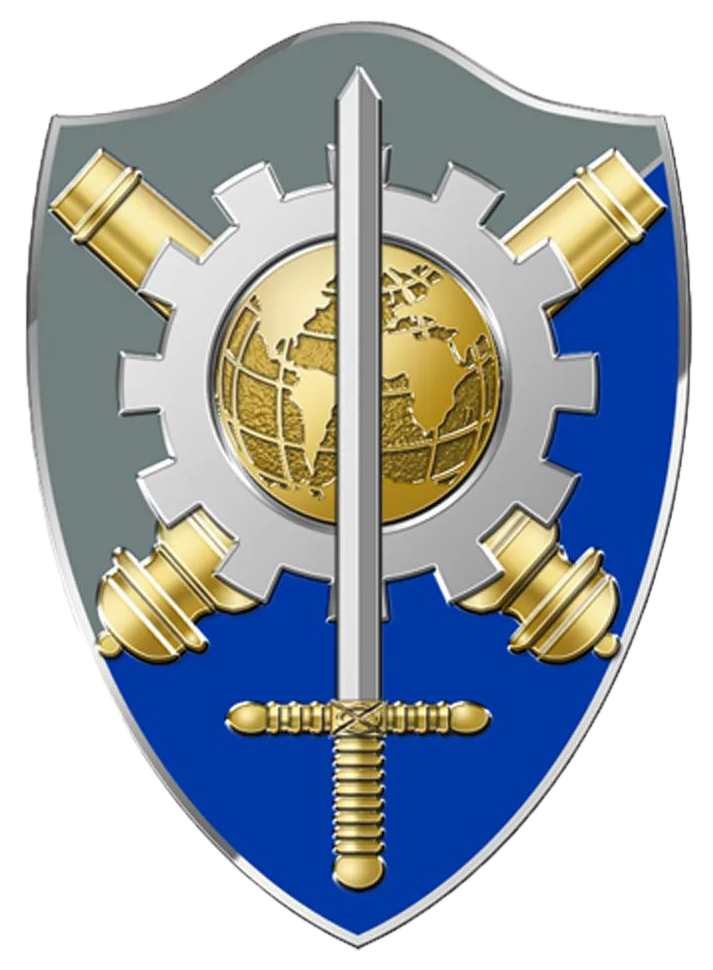
Insigne du Service de la Maintenance Industrielle Terrestre

L’insigne de la 14e BSMAT (IM no  4857/DEF/EMAT/SHAT/DT2 du 2 avril 1989) est homologué sous le numéro : G.4591.
La description héraldique est la suivante :
Écu triangulaire argent à une route dentée d’argent partie en cœur de gris plomb et d’azur chargée de deux canons en sautoir d’or surmontés d’une grenade d’argent à neuf flammes fermées.
Chargé en pointe, brochant une partie de la roue, d’un écu français ancien, tiercé en pairle aux armes de Poitiers, de Nouâtre et de Guéret surmontant un essieu d’argent chargé du nombre « 14 » du même au lames de ressort de turquin. 

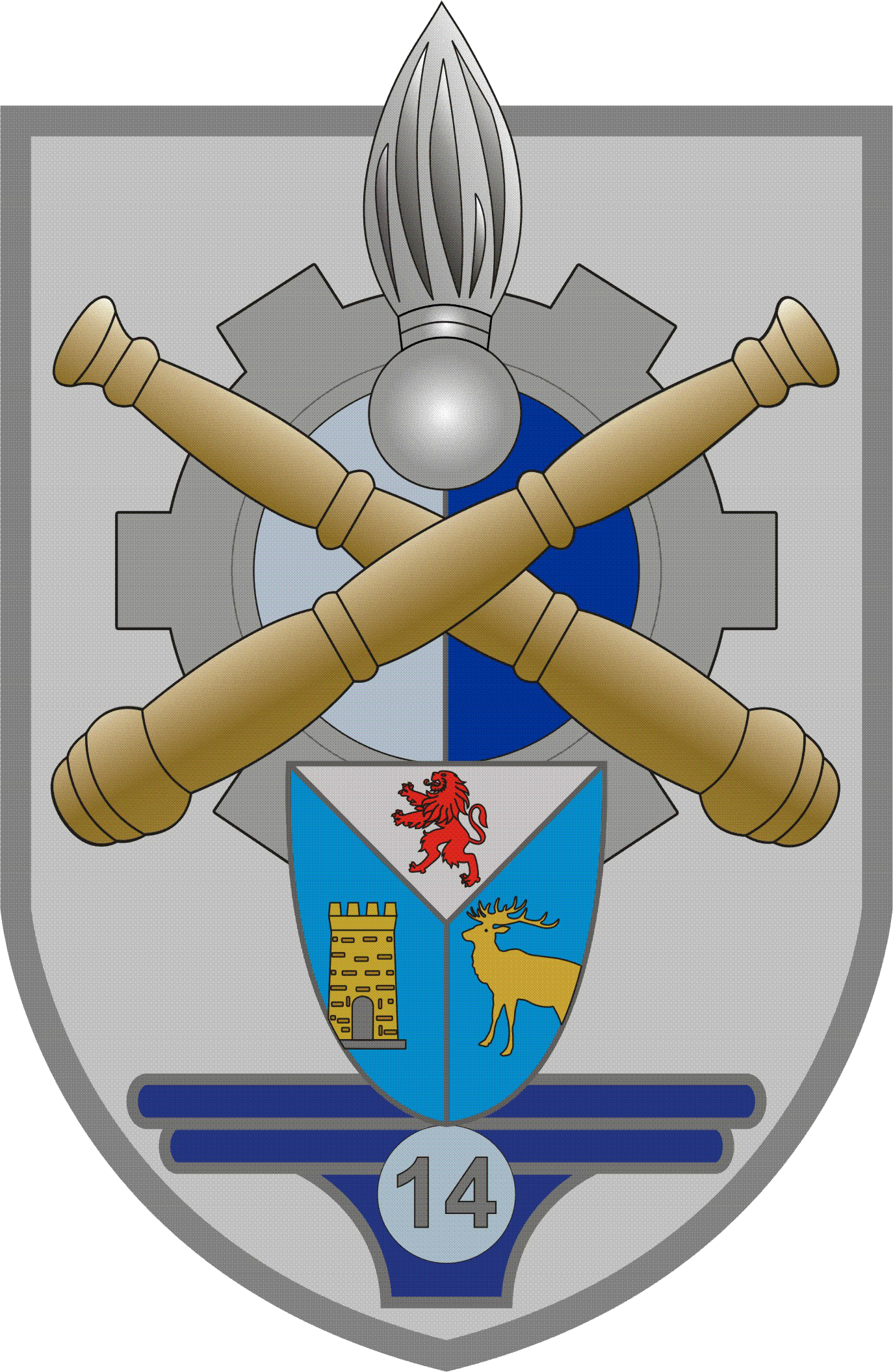
Insigne de la 14e BSMAT
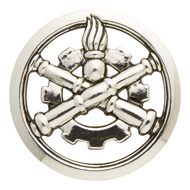
Insigne de béret du Matériel porté par les militaires de la 14e BSMAT

### Fanion

Avers et revers du fanion de la 14BSMAT
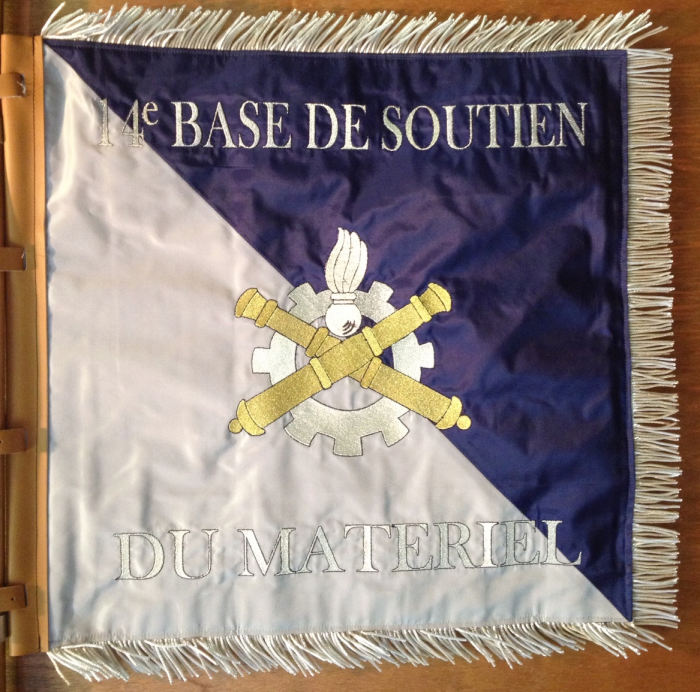
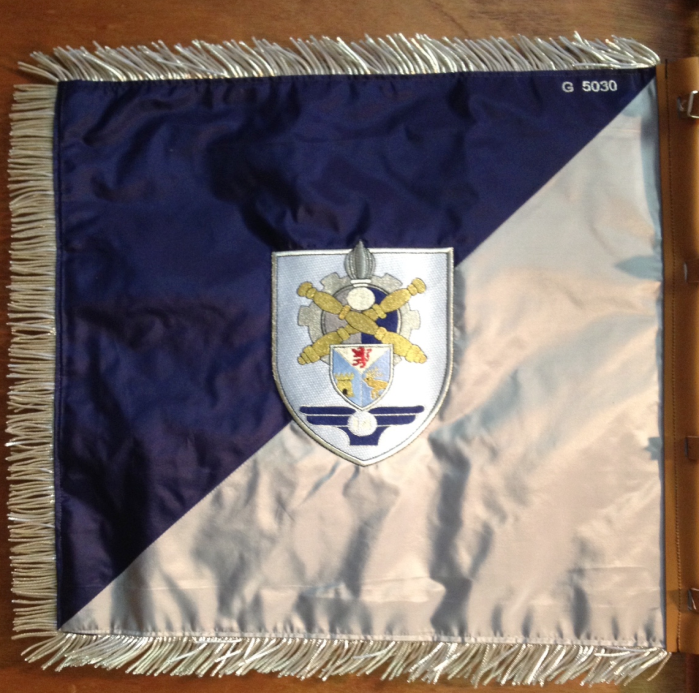

Le fanion est constitué :
- des parties flottantes, le tablier : surface carrée, de 50 centimètres de côté, taillé gris plomb côté hampe, et bleu foncé au flottant ;

Les surfaces, réalisées en deux épaisseurs, ont des bords garnis de franges de 4 cm. Elles reçoivent les inscriptions suivantes :
- l’avers, face de l’emblème vue hampe à gauche, porte en son centre l’attribut du Matériel d’argent et d’or. Il porte la mention : 14e BASE DE SOUTIEN (au-dessus de l’attribut) DU MATÉRIEL (en dessous de l’attribut) ;

- le revers, face de l’emblème vue hampe à droite, porte en son centre une reproduction de l’insigne de la 14e BSMAT ;
- de la partie rigide, la hampe, qui supporte l’enseigne : un fer de lance.

## Missions
Sous les ordres du SMITer, la 14e BSMAT est l'unité de maintenance industrielle de référence pour le domaine électronique-armement. Elle couvre l'ensemble des spécialités sur ses trois sites : 
- systèmes de télécommunication, leur environnement (climatiseurs, abris techniques, câblage, sérigraphie) et logistique à Nouâtre ;
- optique, optronique, détection électromagnétique et hydraulique à Bruz ;
- armement individuel et collectif, ainsi que son environnement et logistique à Poitiers.

Dans ce contexte, elle a pour mission de : 
- réaliser des activités de maintenance industrielle, en métropole, en outre-mer et en opérations extérieures, en vue de restaurer et entretenir le potentiel des parcs au profit des forces ;
- gérer leur entrée en patrimoine jusqu'à leur élimination, gérer, stocker et distribuer les matériels et rechanges nécessaires, y compris les piles et les batteries ;
- mettre en œuvre des partenariats renforcés avec les industriels privés.

## Organisation
La 14e base de soutien du Matériel est forte d'environ 400 personnes sur 3 sites : Nouâtre, Bruz et Poitiers.

### Nouâtre
Nouâtre compte environ 230 personnels. A savoir :
- l'état-major du régiment : planification de la maintenance, des opérations extérieures, et de l'entrainement, gestion du personnel militaire et civil, logistique ;
- le groupement de commandement et de logistique (GCL) : il regroupe tous les services de l'état-major de la 14e BSMAT. Il a pour vocation de soutenir la portion centrale de la 14e BSMAT et le détachement de Poitiers. Sa mission est d'assurer la gestion administrative du personnel civil et militaire du GCL. Les services exercent leurs responsabilités dans les domaines suivants : commandement, maintenance industrielle, prévention, préparation opérationnelle et instruction, pilotage, achats, ressources humaines, infrastructure, gestion et soutien des équipements de la base et communication ;
- le 11e groupement de maintenance électronique armement (GMEA) : opérations de réparation et d’entretien de haute technicité sur différents types de matériels de transmission et télécommunication, ainsi que sur leurs systèmes d'environnement (métrologie, climatisation, groupes électrogènes, abris techniques ... ) ;
- le 12e groupement des approvisionnements (GAP) ; il assure la fonction d’entrepôt central « électronique-armement » et de stockeur, ainsi que la fonction d'opérateur logistique pour ces matériels. Ses missions sont la réception, la stockage, la distribution, l'expédition et l'élimination des rechanges et des matériels complets.

### Bruz
Bruz compte environ 70 personnels dans le 13e groupement de maintenance électronique armement (GMEA) réalise des opérations de maintenance industrielle de haute technicité sur du matériels en hydraulique, électromécanique, détection électromagnétique, électronique et optronique.

### Poitiers
Poitiers compte environ 100 personnels. A savoir :
- le 14e groupement de maintenance électronique armement (GMEA), chargé du soutien insdustriel de l'armement individuel et collectif (armement de petit calibre). Ainsi pour réaliser cette mission, il assure les fonctions d'opérateur logistique, en distribuant, par exemple, les programmes d'armement, la régénération ou la réparation des armes qui lui sont confiées, la destruction des armes obsolètes ; il réalise enfin de nombreuses fabrications dans les domaines multi techniques, matériaux souples, menuiserie, emballage, mécanique générale ;

- la section commandement et de fonctionnement ; elle est rattachée au GCL de la 14e BSMAT ; sa mission principale est d'assurer le soutien de l'ensemble des unités et organismes présents sur le site de Poitiers. Ses prérogatives s'exercent dans les domaines suivants : commandement, accès et sécurité, prévention, environnement, infrastructure, soutien de l'outil de production, qualité.